# Šiška

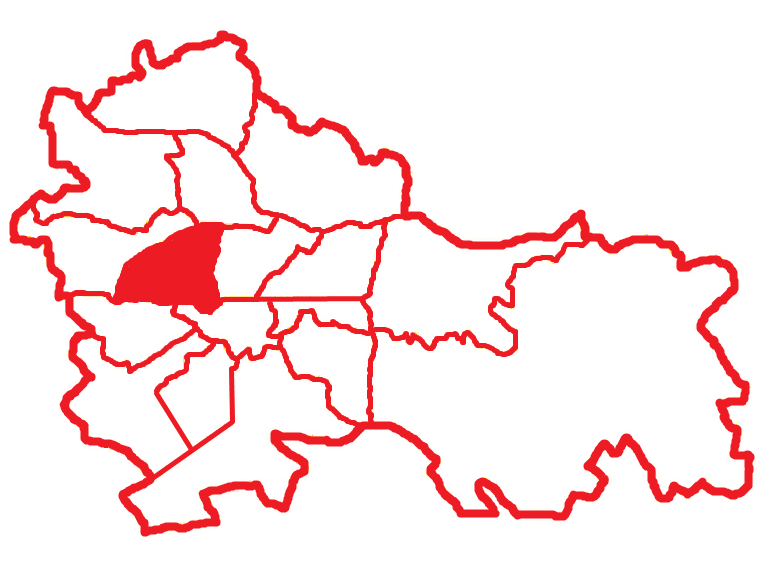
Indeling van de hoofdwijken van Ljubljana. Šiška is rood ingekleurd

Šiška is de dichtstbevolkte wijk van de stad Ljubljana, de hoofdstad van Slovenië. 

## Infrastructuur
Door Šiška loopt een belangrijke hoofdweg, namelijk Celovška cesta. Verder loopt de spoorlijn van Ljubljana naar Kranj, met een vertakking naar Kamnik door deze wijk.

## Bezienswaardigheden
Het meest eminente historisch monument is de oude kerk van St. Bartholomeüs (Sloveens: Sv. Jernej), gebouwd in de 13de eeuw op de locatie van een oude Romeinse begraafplaats, aan de rand van het Romeinse castrum Colonia Iulia Aemona (of Emona). 

## Geschiedenis
In oktober 1372 werd er in het voorportaal van de oude kerk van St. Bartholomeus een overeenkomst getekend tussen Venetië en Oostenrijk, waarbij de stad Triëst werd overgedragen aan Oostenrijk. Na een zware beschadiging veroorzaakt door een brand in 1895 werd de kerk gerenoveerd tussen 1933 en 1936 door de beroemde Sloveense architect Jože Plečnik, die speciale zorg had besteed aan het ongeschonden behouden van de oude linde naast de kerk, getuige de zorgvuldig uitgesneden overhang bij het voorportaal.
In 1914 werden de dorpen Spodnja- en Zgorna Šiška (Lager- en Hoher Šiška) samengevoegd en vormden toen een zelfstandige gemeente Šiška. Nog datzelfde jaar trad deze gemeente toe tot de gemeente Ljubljana.
Tot 1990 vormden Šiška en de aangrenzende voorsteden (Dravlje, Koseze, Šentvid pri Ljubljani, Vižmarje) en de aangrenzende steden zoals Medvode en Vodice de zelfstandige gemeente Ljubljana-Šiška.